# نظرية النخبة

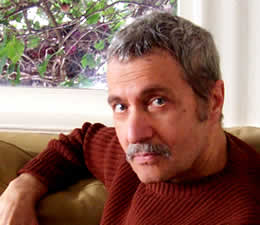
النخبة

نظرية النخبة، (بالإنجليزية: Elite theory)‏، هي نظرية تسعى إلى وصف وشرح علاقات القوة في المجتمع المعاصر، نظرية تفترض أن أقلية صغيرة، تتكون من نخب اقتصادية، وشبكات تخطيط السياسات، يشكلون سلطة مستقلة في الدولة، بعيداً عن عملية انتخابات ديمقراطية. النظرية مرتبطة بقوة مع مفاهيم بناء الدولة، وبناء الأمة.

## التاريخ

### المدرسة الإيطالية للنخبوية
كان فيلفريدو باريتو (1848–1923)، وغايتانو موسكا (1858–1941)، وروبرت ميشيلز (1876–1936)، من المؤسسين للمدرسة الإيطالية للنخبوية، والتي أثرت على نظرية النخبة اللاحقة، في التقاليد الغربية.
تستند نظرة المدرسة النخبوية الإيطالية إلى فكرتين:
1. تقع النخبة، في موقع السلطة، وفي المؤسسات الاقتصادية، والسياسية الرئيسية.
2. الاختلاف الذي يميز النخب، هو أن لديهم موارد شخصية، مثل الذكاء، والمهارات، واهتمامات خاصة في الحكومة؛ في حين أن الباقين غير أكفاء، وليس لديهم القدرة على حكم أنفسهم، النخبة واسعة الحيلة، وتسعى جاهدة لجعل الحكومة تعمل.

### فيلفريدو باريتو
شدد باريتو، على التفوق النفسي، والفكري للنخب، معتبرا أنها كانت أعلى الإنجازات في أي مجال.
ناقش وجود نوعين من النخب:
1. النخب الحاكمة.
2. النخب غير الحاكمة.

كما وسع فكرة أن النخبة بأكملها، يمكن استبدالها بنخبة جديدة، وكيف يمكن للمرء أن ينتقل من النخبة، إلى غير النخبة.

### غايتانو موسكا
شدد موسكا، على الخصائص الاجتماعية، والشخصية للنخب. وقال إن النخب هي أقلية منظمة، وأن الجماهير أغلبية غير منظمة.
تتكون الطبقة السائدة من النخبة، الحاكمة والنخب الفرعية. يقسم العالم إلى مجموعتين:
1. الطبقة السياسية.
2. الطبقة غير السياسية.

يؤكد موسكا، على أن النخب لديها تفوق فكري، وأخلاقي، ومادي، يحظى بتأثير وتقدير كبير.

### روبرت ميشيلز
طور عالم الاجتماع ميشيل، قانون الحديد من الأوليغارشية، حيث يؤكد أن المنظمات الاجتماعية والسياسية يديرها عدد قليل من الأفراد، والتنظيم الاجتماعي، وتقسيم العمل هما المفتاح.
كان يعتقد أن جميع المنظمات، كانت نخبوية، وأن للنخب، ثلاثة مبادئ أساسية تساعد في الهيكل البيروقراطي للتنظيم السياسي:
1. الحاجة للقادة والموظفين المتخصصين والمساعدين.
2. الاستفادة من التسهيلات، من قبل القادة داخل منظمتهم.
3. أهمية الصفات النفسية للقادة.